# Пічугін Федір Пилипович
Фе́дір Пили́пович Пічу́гін (рос. Фёдор Филиппович Пичугин; нар. 1891 — пом. 1972) — радянський воєначальник часів Другої світової війни, генерал-майор (1943).

## Життєпис
Народився 22 квітня 1891 року в селі Водоп'янівка, нині Воронезької області Росії. Росіянин.
З листопада 1917 року — у лавах Червоної гвардії, з 1918 року — в Червоній армії. Член РКП(б) з 1918 року. Учасник Громадянської війни в Росії: командував червоногвардійським загоном, зведеним червоноармійським загоном. У 1928 році екстерном здав іспити за курс військової школи РСЧА, наступного року закінчив Вищі стрілецькі курси «Постріл».
Учасник німецько-радянської війни з 22 червня 1941 року. Воював на Західному, Південному, Сталінградському, Донському, Білоруському та 1-у Білоруському фронтах.
У початковому періоді війни підполковник Ф. П. Пічугін командував 811-м стрілецьким полком 229-ї стрілецької дивізії 69-го стрілецького корпусу 20-ї армії Західного фронту.
З 29 травня 1942 року по 25 лютого 1945 року — комендант 115-го Жлобинського Червонопрапорного ордена Кутузова 2-го ступеня укріпленого району. Брав участь в обороні Сталінграда.
1 вересня 1943 року полковнику Ф. П. Пічугіну присвоєне військове звання «генерал-майор».
З лютого 1945 року — заступник командира зі стройової частини 90-ї стрілецької Ропшинської Червонопрапорної ордена Суворова 2-го ступеня дивізії.
Після виходу в запас жив у місті Воронежі, де й помер 22 грудня 1972 року.

## Нагороди і почесні звання
- Нагороджений орденом Леніна (…),
- чотирма орденами Червоного Прапора (28.08.1942, 09.03.1943, 28.08.1944, …),
- орденом Вітчизняної війни 1-го ступеня (04.11.1943) і
- медалями.
- Почесний громадянин міста Жлобина Гомельської області Білорусі (24.06.1969).